# Аксаковский народный дом
Акса́ковский наро́дный дом — народный дом в Уфе, самый крупный на Урале. С 1938 года в здании находится Башкирский театр оперы и балета.

## История

### Здание
Решение о строительстве здания, в котором разместился Аксаковский народный дом, было принято в 1909 году, к 50-летию со дня смерти писателя С. Т. Аксакова.

### Сбор средств
Сбор средств на строительства дома проводился по всей Уфимской губернии, а позднее — по России. Большую помощь в сборе средств оказал Уфимский губернатор А. С. Ключарёв, который не жалел ни сил, ни времени, лично собирая денежные средства с состоятельных лиц Уфимской губернии для сооружения Аксаковского народного дома. Так богач А. В. Кузнецов жаловался, что губернатор сам несколько раз приезжал к нему с подписным лицом, затем присылал полицмейстера, пристава, околоточного и в итоге он заплатил раз 30.
Было представлено на конкурс 24 проекта. Жюри в Петербурге отобрало лучший проект уфимского архитектора П. П. Рудавского. Интерьер здания спланировал архитектор Бондаренко.

### Строительство

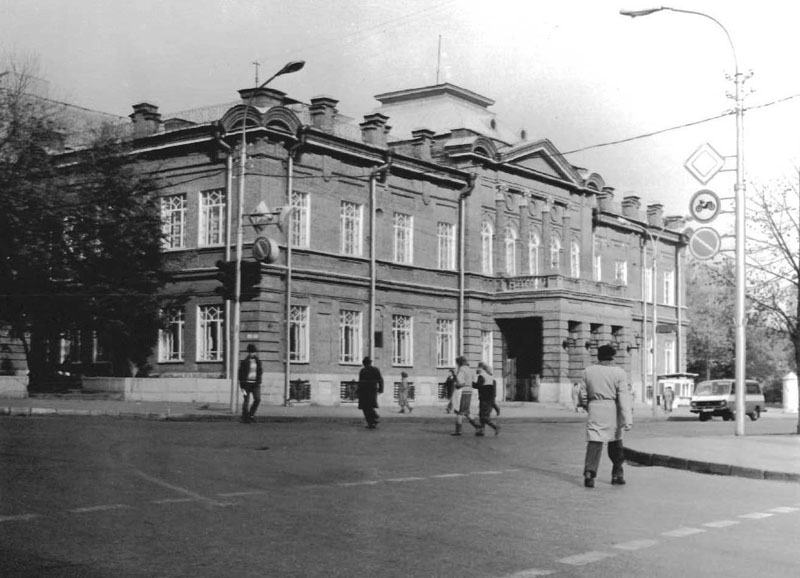
Здание в 1990 году

В 1909 году состоялась торжественная закладка Аксаковского народного дома. Строительные работы затянулись, кирпичная кладка была завершена в 1914 году, и строители приступили к отделочным работам. В построенной части дома разместили библиотеку. Здание достроили в 1920 году.

### Конструкция
Здание имеет два фасада, в нём соединились два стиля — со стороны улицы Ленина главенствует русский классицизм, а со стороны улицы Пушкина преобладает мусульманский, восточный стиль (удлинённые прорези окон создают оригинальный вид). Входная часть здания решена в виде глубокого балкона-козырька, опирающегося на четыре кирпичные квадратные колонны. Главный фасад на уровне второго этажа имеет четырёхколонный портик и купол со шпилем.

### После революции
После революции 1917 года некоторое время в здании находился госпиталь, затем в подвале — Драматический театр и театр кукол, Театр юного зрителя. С 1928 года в здании разместился Дворец Труда. В 1938 году оно было передано Башкирскому государственному театру оперы и балета.
В 1930-х строительство народного дома было завершено. В годы Великой Отечественной войны в здании разместилось объединение «Башнефть», а после войны — республиканский совет профсоюзов и библиотека.
В 1987 году в здании проводилась коренная реконструкция. Чтобы освободить места для памятника В. И. Ленину была снесена парадная мраморная лестница (позже восстановлена). Вместо памятника на стене был размещён барельеф В. И. Ленина. Сейчас на этом месте — зеркало. Внутренние помещения  украшают большие люстры, созданные по эскизам М. В. Нестерова.
В здании есть большой зал под названием «Греческий». До революции его украшали античные скульптуры.

Две женские фигуры выкованные из меди — Евтерпа, покровительница лирической поэзии, и Терпсихора, покровительница танцев, установлены в 1993 году на здании Театра оперы и балета. Автор работ — скульптор Зильфат Рауфович Басыров (1927—2000), народный художник БАССР.
17 марта 1998 года на фасаде дома был открыт барельеф Рудольфу Нурееву. Именно здесь Рудольф Нуреев в возрасте 16 лет впервые вышел на сцену. Автор барельефа — В. Лобанов.
К зданию театра примыкает Пушкинская аллея. С 1949 года в начале аллеи стоял ныне перенесённый бюст А. С. Пушкина. Аллея была обнесена чугунными решётками, а чтобы на аллею не проникали домашние животные, на входе стояла металлическая вертушка.

### Реконструкция
В июне 2013 года историческое здание театра закрылось на реконструкцию, а 29 декабря 2014 года открылось праздничным концертом, в котором приняли участие ведущие солисты оперной и балетной труппы Башкирского театра оперы и балета, Ильдар Абдразаков и итальянская певица Барбара Фриттоли.

## Статус
Здание Башкирского государственного театра оперы и балета является памятником истории и архитектуры XX века.

## Галерея

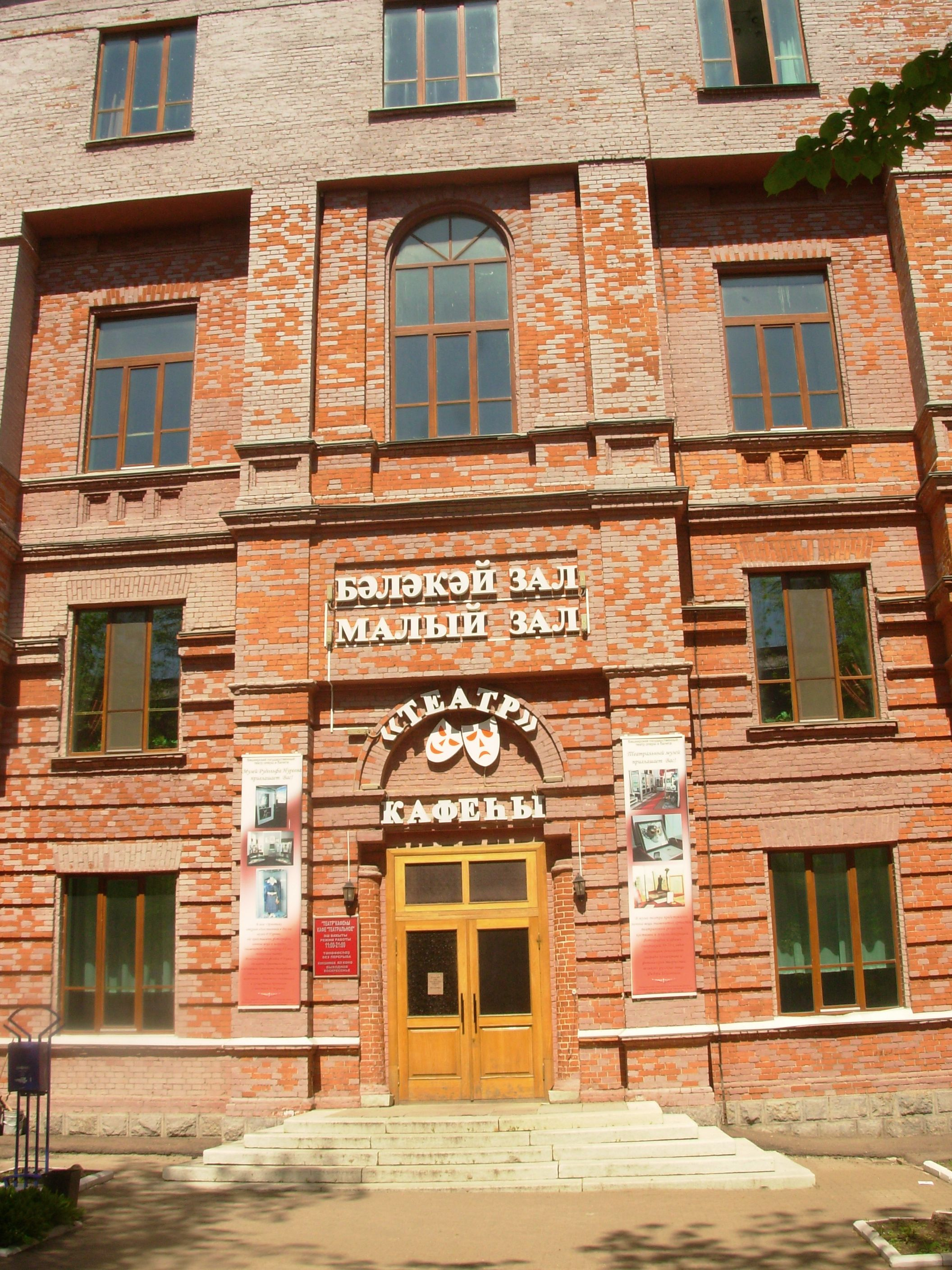
Вход в здание
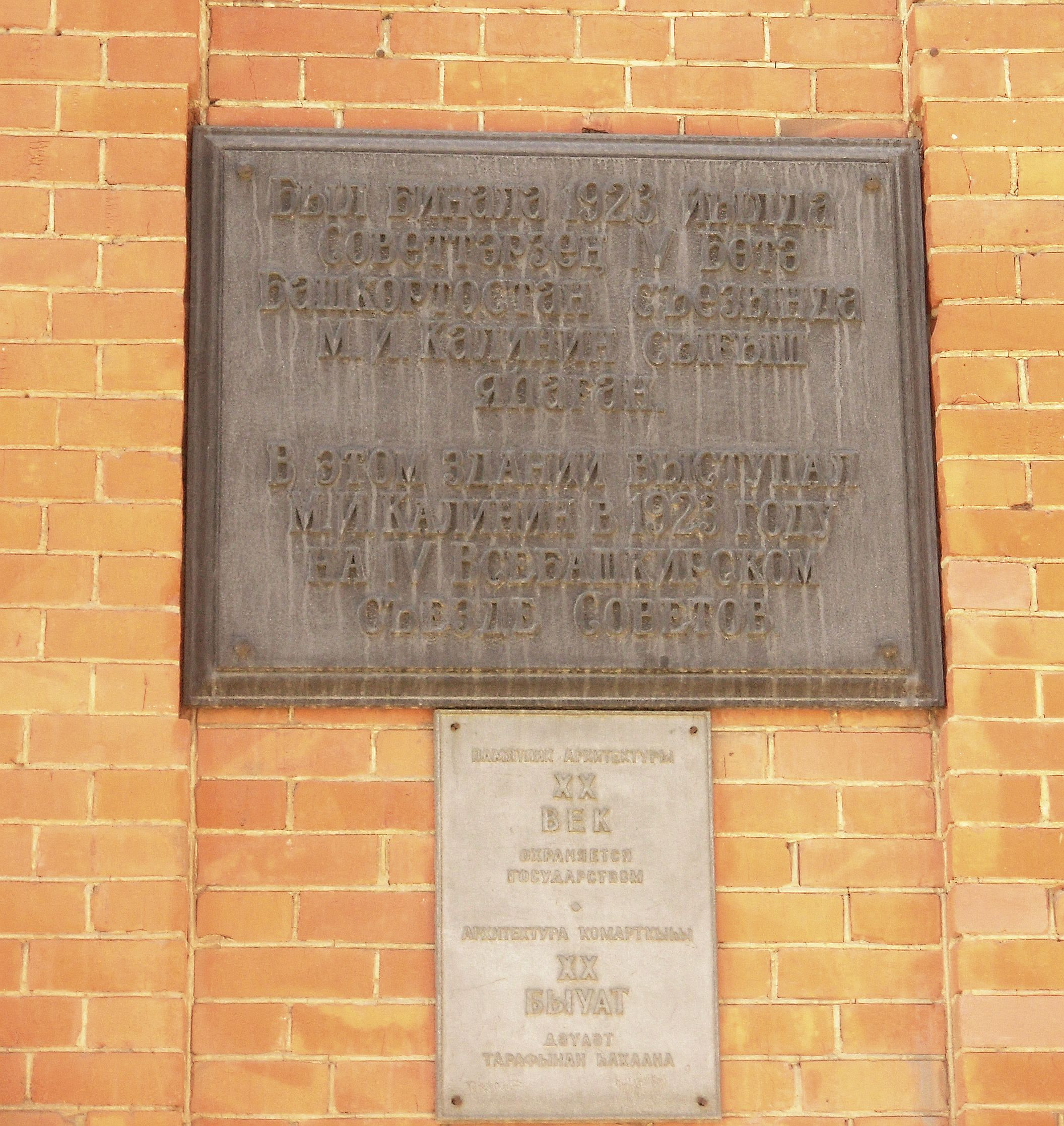
Памятная доска в честь выступления в здании М. И. Калинина на 5-м Всебашкирском съезде Советов в 1923 году
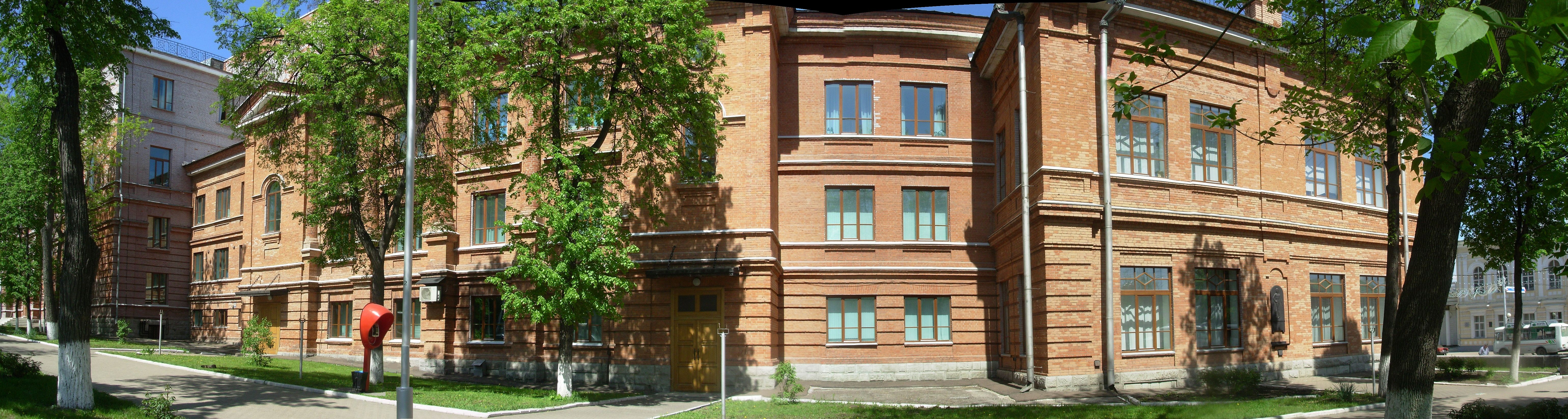
Фасад здания со стороны улицы Пушкина. Барельеф Рудольфа Нуреева
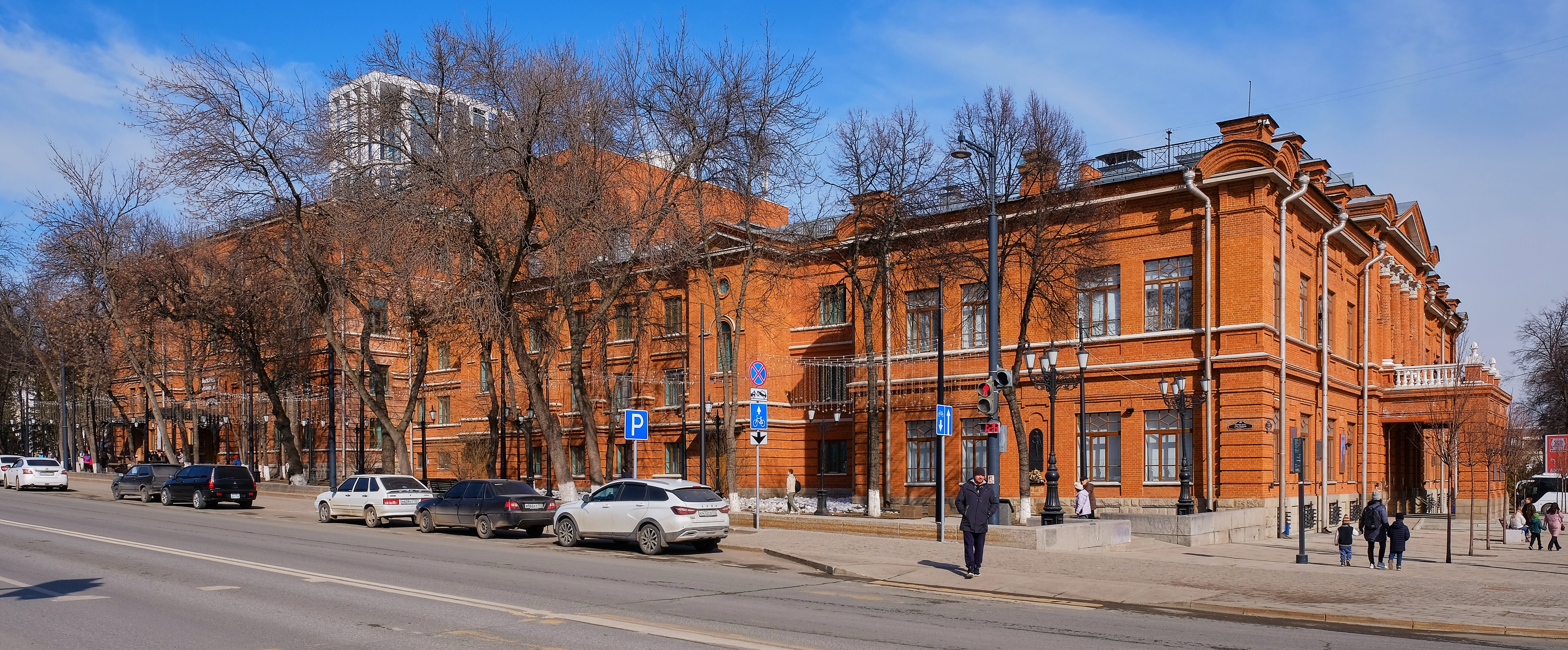
Вид с улицы Пушкина